# Кингс-Кросс (вокзал)
Кингс-Кросс (англ. King's Cross) — железнодорожный вокзал в северо-восточной части Лондона — Камдене, рядом с вокзалом Сент-Панкрас.
Вокзал Кингс-Кросс строился к открытию первой всемирной выставки по проекту Джона Тернбулла и Льюиса Кабитта. Здание вокзала было открыто 14 октября 1852 года.
В плане имеет форму вытянутого прямоугольника, главный фасад — южный, расположен по короткой стороне. Представляет собой 2 параллельно идущих свода (под каждым из которых расположен ж/д путь), примыкающих к главному фасаду.
Характерной чертой архитектуры зданий нового типа было отсутствие декора, только несущие конструкции. В строительстве использовались новейшие материалы: своды выполнены из стекла и металла, а при строительстве фасада был использован железобетон.

## Станция в культуре

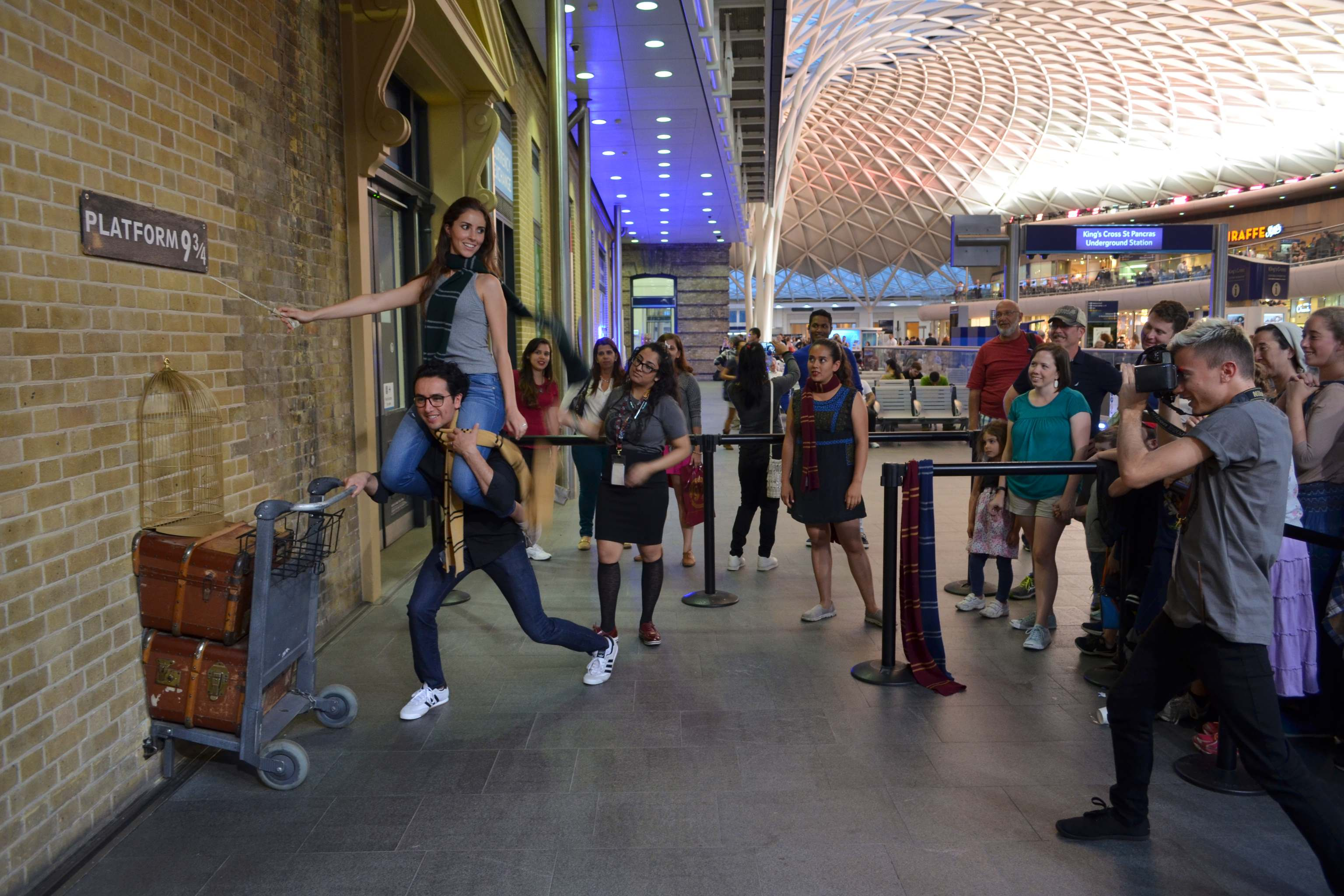
Туристы на платформе 9¾ в западном выходе

- Согласно легенде, вокзал Кингс Кросс был построен на месте последней битвы легендарной королевы кельтов Боудики, или же, по другой версии, её тело захоронено под одной из платформ вокзала.
- У коллектива Pet Shop Boys есть песня «King’s Cross».
- В рассказе Дональда Биссета «Сент-Панкрас и Кингс-Кросс» повествуется о том, как эти вокзалы, находясь в непосредственной близости друг от друга, поссорились. Причиной ссоры стал извечный спор о том, кто из них лучше. Это привело к сбою в движении поездов и путанице среди пассажиров. В конце концов, мудрый лорд-мэр Лондона предложил королеве выдать медаль Юстонскому вокзалу, что привело к примирению вокзалов Кингс-Кросс и Сент-Панкрас на почве зависти.
- В серии романов Дж. К. Роулинг «Гарри Поттер» утверждается, что между платформами 9 и 10 есть потайной проход на волшебную платформу 9¾, от которой отходит экспресс в Хогвартс[2]. При этом 9-я и 10-я платформа отделены не колоннами, а двумя колеями. На съёмках экранизации серии романов проход на платформу 9¾ снимали между 4-й и 5-й платформой. Гарри Поттер принял место, куда перенесся после того, как получил удар от Тёмного Лорда, тоже за вокзал Кингс-Кросс, во второй части «Гарри Поттер и дары смерти». На 1-й платформе в 2000 году Джоан Роулинг подписывала экземпляры книги «Гарри Поттер и Кубок огня» в первые дни её продажи.
- В фильме «Женщина в чёрном» главный герой Артур Киппс отправляется в дом с привидениями с вокзала Кингс-Кросс.
- Широкую известность получил в 1980 году судебный процесс по делу о фальсификации целой коллекции викторианских фотографий художником Грэмом Овенденом и фотографом Говардом Греем[англ.]. Овенден заявил в суде, что цель фальсификаторов заключалась не в получении крупной суммы денег, а в том, чтобы «показать истинный уровень тех, кто занимается искусством, тех, кто объявляет себя экспертами, ничего не зная, [и] тех, кто получает прибыль, превращая эстетические ценности в финансовые». Грей и Овенден были оправданы решением коллегии присяжных[3]. Съёмки фотографий, приписанных фальсификаторами никогда не существовавшему фотографу XIX века Фрэнсису Хетлингу, проводились на территории железнодорожного вокзала Кингс-Кросс[4].